# بروس فورد
بروس فورد هو مجدف كندي، ولد في 18 سبتمبر 1954 في فيكتوريا في كندا.

## وصلات خارجية
- بروس فورد على موقع الاتحاد الدولي للتجديف (الإنجليزية)
- بروس فورد على موقع اللجنة الأولمبية الدولية (الإنجليزية)
- بروس فورد على موقع أوليمبيديا (الإنجليزية)
- بروس فورد على موقع اللجنة الأولمبية الكندية (الإنجليزية)